# Hviderussiske forfattere
Dette er en liste over kendte hviderussiske forfattere.

## A
- Aleś Adamovitj
- Svetlana Aleksievitj
- Francišak Alaknovitj
- Guillaume Apollinaire
- Isaac Azimov

## B
- Maksim Bahdanovitj
- Francišak Bahuševitj
- Siarhej Bałachonaŭ
- Źmitrok Biadula (Samuił Płaŭnik)
- Alexander Bogdanov
- Janka Bryl
- Symon Budny
- Vasil Bykaŭ

## C
- Ciotka (Ałaiza Paškievič)

## Č
- Jan Čačot

## D
- Fjodor Dostojevskij
- Siarhiej Dubaviec
- Vintsent Dunin-Martsinkievitj

## H
- Ciška Hartny (Źmicier Žyłunovič)
- Larysa Hienijuš

## K
- Kastuś Kalinoŭski
- Uładzimir Karatkievič
- Hienadz Kliauko
- Jakub Kołas (Kanstancin Mickievič)
- Janka Kupala (Ivan Łucevič)

## Ł
- Vaclaŭ Łastoŭski

## M
- Janka Maŭr

## N
- Uładzimier Niaklajeŭ

## O
- Napaleon Orda

## P
- Zianon Paźniak
- Alexander S. Potupa
- Ales Prudnikau
- Pavel Prudnikau

## R
- Franciszka Urszula Radziwiłłowa
- Ryhor Reles

## S
- Leŭ Sapieha
- Francysk Skaryna
- Uładzisłaŭ Syrakomla

## Š
- Ivan Šamiakin
- Karłas Šerman

## T
- Maksim Tank (Jaŭhien Skurko)
- Kiryła Turaŭskij

## V
- Lavon Volski
- Joannis Vislicensis